# Marsdenia faulknerae
Marsdenia faulknerae är en oleanderväxtart som först beskrevs av Arthur Allman Bullock, och fick sitt nu gällande namn av R. Omlor. Marsdenia faulknerae ingår i släktet Marsdenia och familjen oleanderväxter. Inga underarter finns listade i Catalogue of Life.